# パックマン
『パックマン』（Pac-Man）は、ナムコ（後のバンダイナムコエンターテインメント）から1980年5月22日にロケーションテスト開始され、同年7月に発売されたアーケードゲーム。また、そのシリーズのキャラクター。
世界で知られた日本産のコンピュータゲームの一つで、当時ナムコとの関係が一時的に密接となったバリー＝ミッドウェイ（後のミッドウェイゲームズ）からアメリカで発売されると、その知名度から80年代のミッキーマウスと称された。また、企業や団体とのコラボレーションや、大乱闘スマッシュブラザーズシリーズといった他作品へのゲスト出演を通じて、アーケード版を知らない者からも認知されている。

## ゲーム内容
ナムコ公式だけでも複数の派生作品があり、モンスターの動き方からルールに至るまで多数の差異がある。
ここでは、最初に発表されたアーケード版（オリジナル）および、それを再現した『クラシック』と称される製品/作品について、主に記述する。

### システム
プレイヤーは4方向レバーを利用し、青い壁で構成された迷路の中でパックマンを操作する。迷路の中には性格付けされた4匹のモンスターが存在しており、各ラウンド開始時には画面中央に存在する「巣」に待機している。一定時間ごとに巣から飛び出し、それぞれの縄張り（後述するパワーエサの置かれたエリア）を守るように行動を開始する。さらに一定時間経つと今度はパックマンを追跡し始める行動を取る。これら2つの行動は一定時間ごとに切り替わる。各モンスターのパックマンを追跡するパターンはそれぞれ異なる。またモンスターは色分けがされ、個々に名前とニックネームがつけられている。具体的には赤色は「オイカケ　アカベイ」（英：SHADOW BLINKY）、桃色は「マチブセ　ピンキー」（英：SPEEDY PINKY）、水色は「キマグレ　アオスケ」（英：BASHFUL INKY）、橙色は「オトボケ　グズタ」（英：POKEY CLYDE）という設定である。
追跡されるパックマンがモンスターを振り切るために、迷路内には「ワープトンネル」「一方通行」「コーナー」が設置されている。ワープトンネルは迷路の左右を繋ぐトンネルで画面左右両端の中段に存在する。パックマンはスピードを落とさずに移動できるが、モンスターはスピードが落ちるため、モンスターとの距離を引き離し、振り切ることができる。一方通行はモンスターだけがその制約を受け、特定方向からその通路へ進入できないようになっている。コーナーは曲がる際にモンスターは通路に沿って直角に曲がるのに対し、パックマンは少し内側を移動するため、モンスターとの距離を離せるようになっている。またモンスターは原則として反転して移動することができないが、縄張りモードから追跡モードに切り替わる、追跡モードから縄張りモードに切り替わるというイベントが起こるとモンスターの進行方向が強制的に反転する。この反転するタイミングを利用してモンスターを振り切ることが出来る。
迷路内にはドット（エサとパワーエサ）が配置されている。パワーエサを食べるとモンスターの色が一定時間、青色へ変化してパックマンから逃げるように行動する。この状態のモンスターは「イジケモンスター」（または単にイジケ）と呼ばれ、パックマンが噛み付いて撃退することができる。撃退されたモンスターは目玉となって巣へ戻り、イジケ状態より復帰して再度パックマンの追跡を開始する。パワーエサを食べたパックマンは無敵ではないため、復帰したモンスターに捕まるとミスとなる。撃退しなかった場合は効果が切れる際にイジケモンスターが青と白の点滅を繰り返す。さらに一定時間が過ぎるとモンスターは通常の状態へ戻る。
ドット以外にフルーツターゲットと呼ばれるボーナス得点物がある。合計で8種類あり、各ラウンド毎に2回ずつ、モンスター巣の下部に出現する。出現から約10秒経過するかミスすると消滅する。
モンスター達の追跡をかわし、撃退しながらドットを食べ尽くすとラウンドクリアとなる。各ラウンドを通じて迷路に変化はなく、難易度が少し上昇した状態で次のラウンドが開始される。なお、ラウンド21以降は難易度が上昇しなくなる。
パックマンがモンスターに捕まるとミスとなり、パックマンの残数がなくなるとゲームオーバーとなる。

### コーヒーブレイク
ラウンド2,5,9,13,17をクリアをした際に、15秒程度のデモアニメーションが挿入され、プレイヤーに休憩時間が与えられる。これはプレイヤーの長引く緊張をほぐす効果と、キャラクターの世界観を高めるためのものであったが、ゲームに緩急をつけることにも一役買った。直後のラウンドではパワーエサが効いている時間が少し長くなるが、その次のラウンドでは元に戻る。デモアニメーションのパターンは3通り。
- アカベイに追われるパックマンが巨大化して逆襲する（ラウンド2クリア時）。
- アカベイの服が釘に引っ掛かってその一部が破れる（ラウンド5クリア時）。
- アカベイが破れた服を直して追いかけるが、逆に裸にされて返り討ちに遭う（ラウンド9,13,17クリア時）。

### パーフェクトゲーム
256面まで到達すると、右下の面数を示すフルーツを画面に表示する際に、意図しない挙動（バグ）によって画面右側の表示が乱れてしまい、その部分のエサが画面から消えて食べられなくなるためにクリア不可能となる。パックマンを5匹設定にし、パックマンが各面で食べることが可能なドット、パワーエサ、イジケモンスター、フルーツを256面までノーミスですべて食べつくすことをパーフェクトゲームという。
パーフェクトゲームは1999年7月3日にアメリカのビリー・ミッチェルによってアーケードの実機にてはじめて達成された。コンピュータゲームのハイスコアに対して世界的な権威のあるツイン・ギャラクシーズやギネス世界記録にも認定された。

## 移植版
- この節では発売当時の社名で記載（一部の長い社名のみ、略記する場合あり）。
- ファミリーコンピュータ等、特定機種版を基にした移植は備考欄に記載する（記載の無い場合はアーケード版の移植）。

| No. | タイトル                                                                                           | 発売日 | 対応機種                                                                    | 開発元                                                                           | 発売元                                        | メディア                                                                            | 型式 | 売上本数 | 備考                                                                                    |
| --- | -------------------------------------------------------------------------------------------------- | --- | --------------------------------------------------------------------------- | -------------------------------------------------------------------------------- | --------------------------------------------- | ----------------------------------------------------------------------------------- | --- | -------- | --------------------------------------------------------------------------------------- |
| 1   | Pac-Man                                                                                            | 1982年3月16日 | Atari 2600                                                                  | アタリ                                                                           | アタリ                                        | ロムカセット                                                                        | CX2646 (A26) | -        | 迷路の形状がアーケード版と大きく異なる                                                  |
| 2   | Pac-Man                                                                                            | 1982年 ・6月:A8 ・11月:A52 | Atari 8ビット・コンピュータ Atari 5200                                      | アタリ(A26,A52) Roklan(A8)                                                       | アタリ                                        | ロムカセット                                                                        | CXL4022 (A8) RX8022 (A8再販版) CX5208 (A52)                                                                     | -        |                                                                                         |
| 3   | Pac-Man                                                                                            | 1983年 ・5月:ZX ・11月:APII,IBM,C64,TI99 ・12月:IV,VIC                                                                                              | ZX Spectrum Apple II IBM PC コモドール64 TI-99/4A インテレビジョン VIC-1001 | DJL Software (ZX) アタリ (APII,IBM,IV) Designer Software (C64,VIC) K-Byte (TI99) | アタリ                                        | カセットテープ (ZX) フロッピーディスク (APII,IBM) ロムカセット (C64,TI99,IV,VIC)    | ES2501 (ZX) DX5501 (APII) DX5500 (IBM) RX8502 (C64) RX8500 (TI99) 70251 (IV) RX8501 (VIC)                       | -        | IV,VIC：迷路がやや簡略化                                                                |
| 4   | パックマン                                                                                         | 1983年 ・7月頃:FM7,X1 ・11月頃:MZ7 ・12月頃:PC60II                                                                                                  | FM-7 X1 MZ-700/1200/80KC (PCG対応) PC-6001ｍｋII                            | マイコンソフト                                                                   | 電波新聞社                                    | カセットテープ                                                                      | DP-3991 (FM7) DP-3286 (X1) DP-3480 (MZ7) DP-1020 (PC60II)                                                       | -        | FM7,MZ7：迷路が横向き表示                                                               |
| 5   | パックマン                                                                                         | 1984年1月18日 1984年 | MSX                                                                         | ナムコ                                                                           | ナムコ Bug-Byte Software                      | ロムカセット                                                                        | DP-3700 | -        |                                                                                         |
| 6   | パックマン                                                                                         | 1984年 ・4月頃:PC80II,PC88 ・8月頃:MZ15 ・11月頃:MZ20                                                                                               | PC-8001mkII PC-8801 MZ-1500 MZ-2000/2200                                    | マイコンソフト                                                                   | 電波新聞社                                    | カセットテープ (PC80II,PC88,MZ20) フロッピーディスク (PC88) クイックディスク (MZ15) | DP-3102231 (PC80II) DP-3101055 (PC88 CT版) DP-3101100 (PC88 FD版) DP-3201200 (MZ15) DP-3202220 (MZ20)           | -        | 迷路横向き                                                                              |
| 7   | パックマン                                                                                         | 1984年11月2日 1988年10月 (NA1:テンゲン・ライセンス版) 1989年1月 (NA2:テンゲン・非ライセンス版) 1993年11月 (NA3:ナムコ版) 1993年                     | ファミリーコンピュータ Nintendo Entertainment System                        | ナムコ                                                                           | ナムコ テンゲン (NA1,NA2) ナムコ (NA3) 任天堂 | 192キロビットロムカセット                                                           | NPM-4500 NES-PQ-USA (NA1) TGN-003-PM (NA2) NES-P7-USA (NA3) NES-P7-***                                          | -        |                                                                                         |
| 8   | パックマン                                                                                         | 1985年5月頃 | PC-8001mkIISR PC-8801mkIISR                                                 | マイコンソフト                                                                   | 電波新聞社                                    | カセットテープ (PC80SR,PC88SR) フロッピーディスク (PC88SR)                          | DP-3101070 (PC80SR) DP-3101104 (PC88SR FD版)                                                                    | -        | 迷路横向き                                                                              |
| 9   | パックマン                                                                                         | 1986年1月頃 | MZ-2500                                                                     | マイコンソフト                                                                   | 電波新聞社                                    | フロッピーディスク                                                                  | - | -        | 迷路横向き                                                                              |
| 10  | パックマニア                                                                                       | 1989年3月18日 | X68000                                                                      | エス・ピー・エス                                                                 | シャープ                                      | フロッピーディスク                                                                  | CZ-233AS | -        | おまけの隠し要素としてパックマンを収録                                                  |
| 11  | パックマン                                                                                         | 1990年5月18日 | ディスクシステム                                                            | ナムコ                                                                           | ナムコ                                        | ディスクカード片面                                                                  | NDS-PAC | -        | ロムカセット版の移植 書き換え専用ソフト                                                 |
| 12  | パックマン                                                                                         | 1990年11月16日 1991年4月 1991年 | ゲームボーイ                                                                | ナムコ                                                                           | ナムコ                                        | 512キロビットロムカセット                                                           | DMG-PCA DMG-PC-USA DMG-PC-NOE                                                                                   | -        | モンスターの色分け無し 画面モード2種 通信ケーブルによる対戦が可能                       |
| 13  | パックマン                                                                                         | 1991年1月29日 1991年 | ゲームギア                                                                  | ナムコ                                                                           | ナムコ                                        | 1メガビットロムカセット                                                             | T-14017 T-14018                                                                                                 | -        | 画面モード2種 対戦ケーブルによる対戦が可能                                              |
| 14  | パックマン                                                                                         | 1992年11月13日 | PC-9801                                                                     | ウィズ                                                                           | ウィズ                                        | フロッピーディスク                                                                  | - | -        |                                                                                         |
| 15  | ナムコミュージアム Vol.1                                                                           | 1995年11月22日 1996年7月31日 1996年8月 1999年10月28日 (廉価版)                                                                                      | PlayStation                                                                 | ナウプロダクション                                                               | ナムコ                                        | CD-ROM                                                                              | SLPS-00107 SLUS-00215 SCES-00243 SLPS-91158 (廉価版)                                                            | -        | 縦置きモニター表示に対応                                                                |
| 16  | Microsoft Return of Arcade                                                                         | 1996年4月 | Windows (95)                                                                | ナムコ                                                                           | Microsoft                                     | フロッピーディスク                                                                  | - | -        |                                                                                         |
| 17  | ナムコヒストリー Vol.3                                                                             | 1998年6月19日 | Windows (95)                                                                | ナムコ                                                                           | ナムコ                                        | CD-ROM                                                                              | NMC-2011 | -        |                                                                                         |
| 18  | Pac-Man - Special Color Edition                                                                    | 1999年8月 1999年 | ゲームボーイカラー                                                          | ナムコ                                                                           | ナムコ アクレイム                             | ロムカセット                                                                        | DMG-AACE-USA DMG-AACP-EUR                                                                                       | -        | 画面モード2種 通信ケーブルによる対戦が可能                                              |
| 19  | パックマン                                                                                         | 1999年7月31日 1999年8月26日 1999年10月1日 | ネオジオポケットカラー                                                      | SNK                                                                              | SNK                                           | ロムカセット                                                                        | NEOP00550 NEOP00551 NEOP0055                                                                                    | -        | 画面モード2種 ４方向移動ゲーム用クロスリング付属                                        |
| 20  | Namco Museum 64                                                                                    | 1999年10月31日 | NINTENDO 64                                                                 | Mass Media Games                                                                 | ナムコ                                        | ロムカセット                                                                        | NUS-NNME-USA | -        |                                                                                         |
| 21  | Namco Museum                                                                                       | 2000年6月25日 | ドリームキャスト                                                            | Mass Media Games                                                                 | ナムコ                                        | GD-ROM                                                                              | T-1403N | -        |                                                                                         |
| 22  | パックマンコレクション                                                                             | 2001年7月12日 2001年12月7日 2002年1月11日 2006年2月2日 (廉価版)                                                                                     | ゲームボーイアドバンス                                                      | Mass Media Games                                                                 | ナムコ                                        | 64メガビットロムカセット                                                            | AGB-APCE-USA AGB-APCP-*** AGB-APCJ-JPN                                                                          | -        | 画面モード2種                                                                           |
| 23  | Namco Museum                                                                                       | 2001年12月4日 (PS2) 2002年10月9日 (GC,XB) | PlayStation 2 ニンテンドー ゲームキューブ Xbox                              | Mass Media Games                                                                 | ナムコ                                        | CD-ROM (PS2) 8センチ光ディスク (GC)                                                 | SLUS-20273 (PS2) DOL-GNME-USA (GC) X02134 (XB)                                                                  | -        |                                                                                         |
| 24  | ファミコンミニ06 パックマン Classic NES Series Pac-Man                                             | 2004年2月14日 2004年6月7日 PAL 2004年7月9日 | ゲームボーイアドバンス                                                      | ナムコ                                                                           | ナムコ                                        | ロムカセット                                                                        | AGB-FPMJ-JPN AGB-FP7E-USA AGB-FP7P-EUR                                                                          | -        | ファミリーコンピュータ版の移植                                                          |
| 25  | ナムコミュージアム Namco Museum Battle Collection                                                  | 2005年2月24日 2005年8月23日 2005年12月9日 2006年6月8日 (廉価版)                                                                                     | PlayStation Portable                                                        | ゴッチテクノロジー                                                               | ナムコ                                        | UMD                                                                                 | ULJS-00012 ULUS-10035 UCES-00116                                                                                | -        | 画面モード7種                                                                           |
| 26  | Namco Museum - 50th Anniversary ナムコミュージアム アーケードHITS! Namco Museum - 50th Anniversary | 2005年8月30日 (PS2,XB,GC) 2005年10月25日 (WIN) 2006年1月26日 (PS2) 2006年3月27日 (WIN) 2006年3月31日 (PS2,XB) 2006年5月19日 (WIN) 2006年6月9日 (GC) | PlayStation 2 ニンテンドーゲームキューブ Xbox Windows (XP)                  | Digital Eclipse                                                                  | ナムコ エレクトロニック・アーツ               | DVD-ROM (PS2,XB) 8センチ光ディスク (GC) CD-ROM (WIN)                                | SLUS-21164 (PS2) SLUS-20273GH (PS2廉価版) DOL-G5NE-USA (GC) SLPS-25590 (PS2) SLES-53957 (PS2) DOL-G5NE-EUR (GC) | -        |                                                                                         |
| 27  | Namco Museum - 50th Anniversary                                                                    | 2005年8月30日 2006年3月31日 | ゲームボーイアドバンス                                                      | Digital Eclipse                                                                  | ナムコ エレクトロニック・アーツ               | ロムカセット                                                                        | AGB-B5NP-USA AGB-B5NP-EUR                                                                                       | -        | 画面モード3種                                                                           |
| 28  | パックマン                                                                                         | INT 2006年8月9日 | Xbox 360                                                                    | Digital Eclipse                                                                  | バンナム                                      | ダウンロード (Xbox Live Arcade)                                                     | - | -        |                                                                                         |
| 29  | パックマン                                                                                         | 2007年4月17日 2007年5月14日 | Wii                                                                         | バンナム                                                                         | バンナム                                      | ダウンロード （バーチャルコンソール）                                               | FAXJ FAXE | -        | ファミリーコンピュータ版の移植 2019年1月31日配信・発売終了                              |
| 30  | ナムコミュージアムDS                                                                               | 2007年9月18日 2007年10月11日 2008年2月29日 | ニンテンドーDS                                                              | エムツー                                                                         | バンナム                                      | DSカード                                                                            | NTR-YNME-USA NTR-YNMJ-JPN NTR-YNMP-EUR                                                                          | -        | 画面モード4種                                                                           |
| 31  | ナムコミュージアム バーチャルアーケード                                                            | 2008年11月4日 2009年5月15日 2009年11月5日 | Xbox 360                                                                    | バンナムアメリカ ゴッチテクノロジー                                              | バンナム                                      | DVD-ROM                                                                             | 21022 2RD-00001                                                                                                 | -        |                                                                                         |
| 32  | ナムコミュージアム.comm Namco Museum Essentials                                                    | 2009年1月29日 2009年7月16日 2010年4月1日 | PlayStation 3                                                               | バンナム                                                                         | バンナム                                      | ダウンロード (PSN)                                                                  | NPJB-00012 NPUB-30086 NPEB-00104                                                                                | -        | 2018年3月15日に配信終了                                                                 |
| 33  | Namco Museum Megamix                                                                               | 2010年11月16日 | Wii                                                                         | バンナム                                                                         | バンナム                                      | Wii用12センチ光ディスク                                                             | RVL-SNME-USA | -        |                                                                                         |
| 34  | パックマン&ギャラガ ディメンションズ                                                               | 2011年6月23日 2011年7月26日 2011年8月26日 | ニンテンドー3DS                                                             | バンナム                                                                         | バンナム                                      | 3DSカード                                                                           | CTR-APGJ-JPN CTR-APGE-USA CTR-APGP-EUR                                                                          | -        | 画面モード3種 ラウンドセレクトと勲章を付加                                              |
| 35  | パックマン                                                                                         | 2011年7月7日 2011年8月4日 2011年9月1日 | ニンテンドー3DS                                                             | バンナム                                                                         | バンナム                                      | ダウンロード （バーチャルコンソール）                                               | CTR-RAZJ-JPN | -        | ゲームボーイ版の移植 2017年4月28日配信・販売終了                                        |
| 36  | パックマン                                                                                         | 2012年11月21日 2012年11月29日 | ニンテンドー3DS                                                             | バンナム                                                                         | バンナム                                      | ダウンロード （バーチャルコンソール）                                               | CTR-N-TA6J-JPN TA6E                                                                                             | -        | ファミリーコンピュータ版の移植                                                          |
| 37  | パックマン                                                                                         | 2013年5月2日 2013年5月15日 | Wii U                                                                       | バンナム                                                                         | バンナム                                      | ダウンロード （バーチャルコンソール）                                               | FARE WUP-N-FARJ-JPN                                                                                             | -        | ファミリーコンピュータ版の移植 2017年4月28日配信・販売終了                              |
| 38  | パックマンミュージアム                                                                             | 2014年2月25日 2014年2月26日 2014年6月25日 | PlayStation 3 Xbox 360                                                      | バンダイナムコスタジオ                                                           | バンナム                                      | ダウンロード (PSN) (Xbox Live Arcade) (Steam)                                       | - | -        | 2017年4月27日配信終了                                                                   |
| 39  | アーケードゲームシリーズ パックマン                                                                | INT 2016年4月20日 | PlayStation 4 Xbox One Windows (7,8(64bit))                                 | ゴッチテクノロジー                                                               | バンナム                                      | ダウンロード (PSN) (Xbox Live Arcade) (Steam)                                       | CUSA-03670 (PS4) CUSA-03955 (PS4) CUSA-03862 (PS4)                                                              | -        |                                                                                         |
| 40  | ナムコミュージアム                                                                                 | 2017年7月28日 | Nintendo Switch                                                             | バンダイナムコスタジオ ゴッチテクノロジー                                        | バンナム                                      | ダウンロード                                                                        | - | -        |                                                                                         |
| 41  | パックマン （ナムコットコレクション版）                                                            | 2020年6月18日 | Nintendo Switch                                                             | B.B.スタジオ エムツー                                                            | バンナム                                      | Switch専用ゲームカード ダウンロード                                                 | HAC-P-AW7PB | -        | ファミリーコンピュータ版の移植 DLC第1弾10タイトル中の1本 パッケージ版にははじめから収録 |
| 42  | NAMCO MUSEUM ARCHIVES Vol.1                                                                        | INT 2020年6月18日 | Nintendo Switch（日本国外） PlayStation 4 Xbox One Windows (10(64bit))      | B.B.スタジオ エムツー                                                            | バンナム                                      | ダウンロード (PSN) (Xbox Live Arcade) (Steam)                                       | - | -        | NES版を収録                                                                             |
| 43  | パックマン                                                                                         | 2021年9月24日 | Nintendo Switch                                                             | ナムコ                                                                           | ハムスター                                    | ダウンロード (アーケードアーカイブス)                                               | - | -        |                                                                                         |
| 44  | パックマン                                                                                         | 2021年10月7日 | PlayStation 4                                                               | ナムコ                                                                           | ハムスター                                    | ダウンロード (アーケードアーカイブス)                                               | - | -        |                                                                                         |
| 45  | パックマンミュージアム+                                                                            | INT 2022年5月28日 | Nintendo Switch PlayStation 4 Xbox One Windows (10)                         | ナウプロダクション                                                               | バンナム                                      | ダウンロード Switch専用ゲームカード BD-ROM PS4,XBO                                  | HAC-P-A4TYA (NSW) PLJS-36188 (PS4)                                                                              | -        |                                                                                         |

ファミコンミニ
2004年2月14日、第1弾として発売。
バーチャルコンソール
ファミコン版がWii、ニンテンドー3DS、Wii U向けに、ゲームボーイ版がニンテンドー3DS向けに配信されている。
アーケード版とファミコン版とWiiバーチャルコンソール版には、ある条件下のパックマンをモンスターが認識できなくなる不具合が存在する。
ゲームボーイ版などモノクロ表示のプラットフォームでは一見見分けがつかないが、行動パターンで判別することが可能。ゲームボーイおよびゲームギア版には、通信ケーブルを使用した対戦モードが用意されていた。それぞれのプレイヤーが独立したフィールドでプレイし、先にドットを完食するか、相手がミスをすると勝ちとなる。パワーエサを使って食べたモンスターは、相手方のフィールドへ送り込むことが出来る。

## 制作

### 背景
ナムコは初めてオリジナルのビデオゲームとして、ブロック崩しとシューティングゲームを組み合わせた『ジービー』を1978年に売り出した。同作は1～2か月ほど人気が出たものの、すぐに売れなくなってしまった。同作を企画した岩谷徹は、難しくしすぎたと感じ、次回作は誰でも楽しく遊べるものにしようと考えた。
70年代後半におけるゲームセンターは暗い部屋にまぶしい光や騒々しい音を立てる筐体がひしめきあうものであり、岩谷はこのような場所が交流や会話の場として相応しくないと考えていた。また、当時のアーケードゲームは一人用のシューティングゲームやスポーツゲーム、レースゲームなどが大半を占めており、これでは女性が遊びにくいと岩谷は考えていた。そこで岩谷は、ゲームセンターの雰囲気を殺伐としたものから、和やかな場所へと転換することをひとつの方向性として企画した。女性やカップルをメインターゲットに絞った点も当時のゲームとしては目新しかった。

### 開発
1979年5月、プログラマの舟木茂雄と組んで開発に着手、最終的にはサウンド担当の甲斐敏夫らスタッフ5名でグループを組み1年がかりで完成させた。
開発にはヒューレット・パッカードのHP 64000が用いられたほか、CPUにはZ80が用いられた。女性でも遊びやすくなるよう、ゲームの仕様を決定するにあたって以下のような配慮が行われた。
1. 4方向レバーのみを採用し、ボタンは利用しない
2. ゲームによる緊張が長引かないよう「コーヒーブレイク」というデモアニメーションを挿入
3. モンスターをカラフルなもの[注釈 17]とし、目を引くように配慮

基本コンセプトとなった「食べる」というキーワードは女性であれば食べることに興味を持つだろうという点からヒントを得たものである。
コーヒーブレイクは休憩時間として取り入れられたものだが、岩谷はプログラマーの舟木茂雄からゲームとは無関係として反対されたと2020年のインタビューの中で明かしており、何とか説得して入れてもらったと振り返っている。
他方、岩谷の好きなピンボールも本作に影響を与えたほか、新入社員時代に遊んだスロットマシンはフルーツターゲットとして現れるチェリーのヒントになった。
パワーエサは、敵に追いかけられてばかりではプレイヤーが嫌な気持ちになってしまうだろうという岩谷の考えから導入された。この要素はアメリカのアニメ「ポパイ」からもヒントを得ており、ポパイが「ほうれん草」を食べ、恋敵のブルートを投げ飛ばすという逆転劇をモチーフとしている。
デザインをシンプルにするという方針から16色でも十分だったが、1平方あたりのドット数が16だったため、いかにして丸みを出すのかに苦労した。パックマンの色と形は、黄色はゲーム画面で一番大きく見え、丸が一番存在感を示せるということで採用された。このキャラクターが食べる動作をすると、偶然ピザに似ていた。「開発者はピザを食べたときにパックマンの形を考え付いた」という後付けのリップサービスをメディアが膨らませ、「ピザから思い付いた」と言われるようになり、これが広く信じられるようになった。岩谷自身は、当初はピザから思いついたと語っていたが、後に「そう言えればいい」と語っており、伝説になっているのでそういうことで押し通しているとも話す。他にも、目などを付け加えたらということも考えたが、いったんそのような追加をし始めると際限がないということで切り捨てた。アニメーション制作に際しては、パックマンが口を閉じた時と開いたとき、さらに口を途中まで開いた時のグラフィックを用意し、これらを順番に描きかえることで滑らかなアニメーションを実現した。
また試作品で遊んだ社長から「分かりにくいのでモンスターを1種類にしろ」と言われたが、これを拒んだ。インタビューにおいても、モンスターに種類があることの必要性について語っている。
岩谷の過去作品である『キューティQ』同様、本作では悪役だろうと親しみやすくかわいらしいキャラクターデザインにするという方針が立てられており、本作におけるゴーストは「オバケのQ太郎」およびその主人公であるQ太郎をモデルとしている。また、4匹のゴースト全員がパックマンを追いかけるようにプログラミングされていると一列になってしまい面白みに欠けることから、パックマンの周囲にゴーストが配置されるようなアルゴリズムが導入された。うちアカベイはパックマンを追跡し、ピンキーはパックマンの進行方向に先回りする役回りである。また、アオスケはパックマンを中心とした点対称の場所を目指して動く一方、グズタはパックマンに接近すると自らのポジションへ移動するようプログラミングされた。これら4匹は女性に親しんでもらうためにパステル調の色合いが用いられており、とりわけピンキーはサンリオ・ピンクに近い色あいにした。
一方、岩谷は「相手を殺さない」という方針を立てており、小さな子でも安心して遊べることをアピールするため、パックマンがパワーアップした際も、イジケ状態になったゴーストにかみつくだけにとどめ、かみつかれたゴーストも巣に逃げ帰って復活する演出が用いられた。岩谷は2020年のインタビューの中で、これは「食べられた」というよりはむしろ「噛みつかれて逃げた」と語っており、パックマンとゴーストの関係性を『トムとジェリー』にたとえている。また、迷路だと敬遠される可能性があったため、壁の部分を青いネオン管のようにし、黒い背景に溶け込むようなデザインとしたほか、敵に囲まれた時の救済措置としてワープトンネルが用意された。

### タイトル
ものを食べる擬態語「ぱくぱく」という音をサウンドエフェクトで表現していたことから、岩谷は「パックマン」しかないと考えていた。ところが商標調査したところ、トミーがすでに商標登録していたため、交渉の末に使用の許諾を得た

### 音楽
サウンドを担当した甲斐敏夫は、岩谷がオールマン・ブラザーズ・バンドのファンであることを汲み、BGMもその方向性で行こうと考えていた。その後、そこからロマの雰囲気が感じられる音楽を考え、ガボール・ザボを参考に、半音ずつ往復するようなコードを載せていった。

### ハードウェア
開発の途中までは『ギャラクシアン』のハードを流用した作業が行われ、最終的な仕様が固まった時点で新たに基板を設計した。ただし、『ギャラクシアン』までは動くことを最優先としていたがために入手困難な部品を用いた結果、量産に際して効率が悪いものになってしまったため、本作の基板設計に際しては量産性に注意が払われた。筐体全体のデザインは『ギャラクシアン』にてある程度汎用性のあるものができていたため、本作では絵柄を変更した。

### ロケーションテスト、そして正式稼働へ
1980年5月22日、渋谷の東急文化会館の屋上のゲームコーナーにおいてロケーションテストを実施した。この場所は映画館からの客が通るところにあり、あらゆる年代の者が出入りすることに加え、男女比のバランスも良かったことから、ロケーションテスト会場として選ばれた。岩谷は当日の様子について、女性がはしゃぎながら遊んだり、カップルが楽しそうにしていて狙い通りだったと2020年のインタビューの中で振り返っており、とりわけコアゲーマーではない一般層と呼ばれる人々が楽しそうにしていたのがうれしかったと述べている。また、筐体設計等を手掛けた大杉章も、ナムコ社内にあった試作機を社員たちが楽しそうに遊んでいたとこのインタビューの中で振り返っており、岩谷もお昼休みに遊んでくれるのが人気のバロメーターだと述べている。
また、本作ではナムコで初めて発売前のプライベートショーが行われた。本作の国内販売を担当していた猿川昭義はこの時の業者の反応はそこまで熱くなかったと2020年のインタビューの中で語っており、当時流行していた作品としては特異なゲーム性が戸惑いを招いたかもしれないと話す。その一方で、猿川は普段あまりゲームになじみのない者がショーの終了まで夢中になって遊んでいたことが印象的だったと振り返っており、それを見て、幅広い人々が遊べる作品だと感じたと述べている。
そして、本作は1980年7月に日本国内で発売された。

### スタッフ
アーケード版
- 企画・ゲームデザイン：岩谷徹
- ハードウェア：石村繁一
- プログラミング：舟木茂雄
- サウンド：石村繁一、甲斐敏夫[46]
- 筐体設計：大杉章
- キャラクターデザイン：山下正
- 筐体看板デザイン：小野浩
- 半導体調達：原口洋一
- 国内販売：猿川昭義
- 国内ロケ事業統括：遠藤勝利

FM-7版
- プログラム：ラシャーヌソフト

X1版、PC-6001mkII版
- プログラム：H.YOMODA

MZ-700版
- プログラム：N.TAKAYUKI

PC-8001mkII版、PC-8801版、MZ-2000版、
PC-8001mkIISR版、PC-8801mkIISR版、MZ-2500版
- プログラム：多部田俊雄

MZ-1500版
- プログラム：N.GANKOU

ファミリーコンピュータ版
- スタッフ：青柳博樹

## 反響

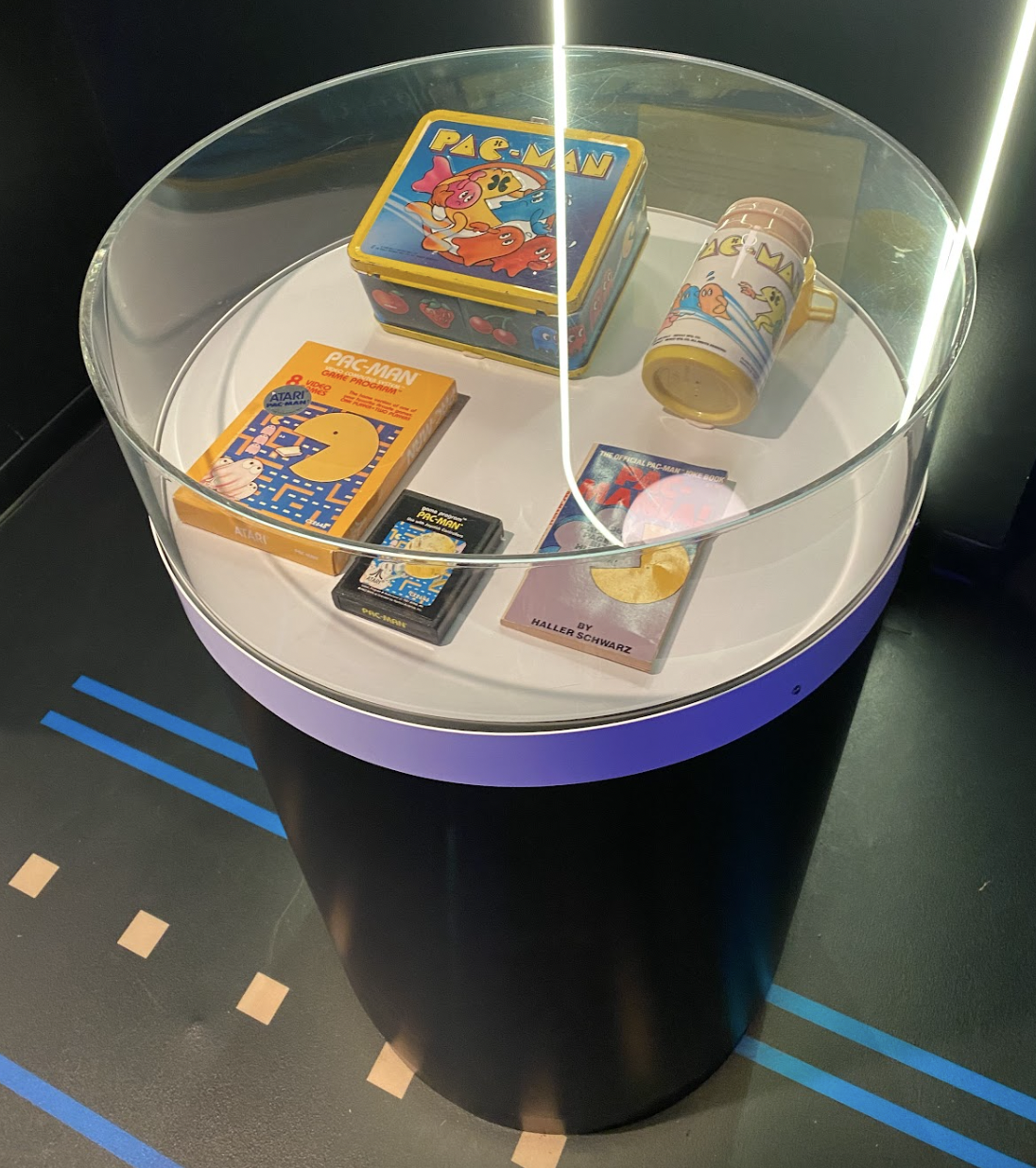
コミコンミュージアムに展示されたゲームソフトとキャラクターグッズ

算数で角度を習う際、パックマンが引き合いに出されることもある

猿川が2020年のインタビューで語ったところによると、当初は手配していた台数からして余裕がある状態だったが、出荷後40日から50日を過ぎたあたりから、『ギャラクシアン』ほど派手な売り上げではないものの持続性があることに業者たちが気づき、本作の注文がどんどん入っていったという。やがて本作はロングセラーとなり、本作の販売から約6か月後の時点ではさらに売り上げが伸びた。当時『コロコロコミック』で連載されていた漫画『ゲームセンターあらし』では本作が取り上げられることもあった。
1980年10月、アメリカではミッドウェイにライセンスが供与され、10月に開催されたAMOAエキスポに出品、12月に販売が開始され大ヒットとなった。当初、英文での表記はPUCKMANだったが、Pの文字の一部を削りFにしてしまういたずらを懸念したミッドウェイ社がナムコに変更を要請し、まもなくPAC-MANに改められた。また、注文の殺到によって、コピー対策で入れていたゲートアレイのメーカーが1か月に3000個しか作れないという問題が判明し、ブラックボックスにしていたICチップを汎用品で作り直す羽目になる一幕もあったほか、あまりにもたくさんの人が遊んだ結果硬貨が詰まってしまった例もあり、半導体の調達を担当していた原口洋一はそのような話を聞くたびただ事ではないと思っていたと2020年のインタビューの中で振り返っている。
岩谷は、想定通り日本の女性やカップルたちに受け入れられる様子を見て日本ではヒットすると考えていた一方、スリルと興奮を求める日本国外の人々には受け入れられないと思っていたため、世界的なヒットは予想外だったと2019年のインタビューの中で振り返っており、シンプルなゲーム性とかわいらしいキャラクターが老若男女に受けたのだろうと分析している。
その後1982年に、家庭用ゲーム機ソフトとしてアタリのAtari 2600へ移植され、約500万本を売り上げた。しかし、この移植作の質はアーケード版と比較すると格段に劣るもので、また需要を大きく上回る数が生産されたため過剰在庫となり、アタリショックの要因の一つとなる（詳細は「en:Pac-Man (Atari 2600 video game)」を参照）。
1982年9月、ハンナ・バーベラ・プロダクションにより擬人化したパックマンを主人公に据えたアニメ「ザ・パックマン・ショー」が制作された。また、バックナー&ガルシアという音楽グループが『パックマン・フィーバー』という曲を発売し、ビルボードHOT 100で9位まで上昇した。シングル売上がアメリカで100万枚を突破し、コロムビア・レコードからナムコにゴールドディスクが授与された。同名のアルバムはビルボード・ポップ・アルバムチャートで24位を記録している。
このようなアメリカにおけるパックマンブームの影響を受けてパックマン関連のキャラクターグッズが増え続け、当時ミッキーマウス以上の売り上げを叩き出すキャラクターとなった。ミッドウェイ副社長のスタンリー・ジャロッキーは報道番組において「わが社は80年代のミッキーマウスを所有している」と語った。1983年時点で300以上のアイテムが作られた。その一方、岩谷は映画『ピクセル』公開に合わせたインタビューの中で、アメリカにおいてパックマンは正義の味方として認知されていると話しており、過去の事例として、カジノマシンにパックマンを使いたいという相談が寄せられた際、アメリカのとある州から「パックマンは子どものもの」という訴えが来て見送られたことを挙げている。
またキャラクターとしてのパックマンは「ビデオゲームの主人公がキャラクターとして、一人歩きを始めた世界で初めての例」〔ママ〕とされ、誕生から今日までナムコ(現バンダイナムコホールディングス)企業アイコンとされている。
1984年1月18日、MSXから家庭用ゲーム機ブランド「ナムコット」の第1弾として発売され、後にファミリーコンピュータをはじめ、様々なゲーム機などに移植された。
人気の一方で、本作のコピー基板も流通していた。やがて、ナムコはパックマンの無断コピー基板を喫茶店へ設置して営業を行っていた企業を相手取り、映画の上映権を侵害したことを理由に民事訴訟を起こした。1984年9月28日に東京地方裁判所が判決を下し、パックマンの映像が著作権法上の映画の著作物として認定された。ビデオゲームの映像が映画の著作物と認定されるのはこの裁判が初めてであり、のちに「パックマン事件」として知られるようになった。この訴訟資料としてモンスターの動きのアルゴリズムやパックマンの動きの速度等の内部データが公開された。これを利用して、リバースエンジニアリング無しで類似ゲーム製造が容易になった。また、ナムコは パックマンの著作権を侵害しているシェアウェアを雑誌へ収録・発行したとして、技術評論社を相手取り民事訴訟を起こした。1994年1月31日に東京地方裁判所が判決を下し、請求の一部が認められた。この事件はのちに「パックマン・シェアウェア事件」と呼ばれた。
また、ホビーパソコンの分野でもパックマンの亜流作品が次々と現れていた。これについてプログラマーのおにたまは、「WEB+DB PRESS」Vol.62に寄せた記事の中で、『パックマン』そのものの完成度の高さとパソコンの性能が背景にあったと分析している。この当時の8ビットパソコンは大量の物体をいっぺんに動かすほどの処理能力がない分、『パックマン』のようなドットイートゲームは背景となる迷路とドットがあれば、追跡役を動かすだけで済むという点が、パソコンの性能と相性が良かった。また、『パックマン』には迷路のパターンが一つしかないため、他の形状の迷路で遊びたいという欲求がプログラムの改造によって満たされたことがもう一つの理由だとおにたまは分析している。その一方で、おにたまは余計な操作や要素を加えた結果煩雑化してしまい、肝心の追跡劇を楽しむという部分が薄れてしまった結果、これらの作品は『パックマン』を超えることがなかったと分析している。
後のナムコの作品においては、『オーダイン 』にて、敵弾を食べて蓄積するウェポンのモチーフとして本作が採用された。

### 後世での扱い
人気の高さから、パックマンは「チャラ」（アサヒ飲料）といった他の製品のCMに登場したり、ゲームソフトならびに映像作品へのゲスト出演をするようになった。たとえば、ディズニーによるアニメ映画『シュガー・ラッシュ』（2012年）では、劇中で開かれた「悪役お悩み相談会」にて、モンスターのグズタ(CLYDE)が出演しているほか、劇中ゲーム「Fix-It Felix Jr.」の30周年記念パーティにパックマンがゲストとして呼ばれており、窓を横切る形で一瞬だけ画面に登場する(外見はAtari2600版パッケージのような黄色い球体＋点目)。また、2015年のアメリカ合衆国の映画『ピクセル』では、 地球から送られたメッセージを宣戦布告と誤認した異星人の兵器の一つとして登場している。他方、2016年に公開された映画『仮面ライダー平成ジェネレーションズ Dr.パックマン対エグゼイド&ゴーストwithレジェンドライダー』は『仮面ライダーシリーズ』と『パックマン』のコラボという位置づけであり、パックマンをモチーフとした敵が登場している。パックマンは大乱闘スマッシュブラザーズシリーズ（『for 3DS / Wii U』と『SPECIAL』）にゲストキャラクターとして参戦しており、これを子どもの認知度の指標として受け取る者もいた。一方、『スーパーロボット大戦DD」では、魂ネイションズで商品化した模型「超合金パックマン」をモデルにした「PAC-80-5 パックマンロボ」のパイロットとしてパックマンが登場している。
また、イベントでの使用例としては、2016年リオデジャネイロオリンピックの閉会式のフラッグハンドオーバーセレモニーで、東京オリンピックPR映像にて日本を代表するキャラクターの一つとして起用されたことが挙げられる。自治体の活動においても起用された例もあり、例えば仙台市交通局は2002年から2003年にかけて行った都心バス100円均一運賃キャンペーン「100円パッ区」のイメージキャラクターとしてパックマンを起用している。
2010年に生誕30周年を迎え、30周年プロジェクトとして様々な新作ゲームのほか、全編3Dのテレビアニメシリーズの制作が発表された、のちに『パックワールド』として放送された。この30周年記念プロジェクトの一環として、2010年1月13日にはバンダイナムコとサークルKサンクスが共同開発した中華まん「パックまん」が発売された。この製品は生地を黄色と白にわけ、パックマンの形を再現している。パックマンのエサがクッキーであるとの設定の元、餡にクッキー風味のクリームと砕いたアーモンドを使用している。。同年10月には、東京都内のアーツ千代田3331にて企画展「パックマン展 ─ 80's to 10's ゲーム＆カルチャー」が開催され、本作のアーケード筐体やピンボール作品"Mr. & Mrs. Pac-Man"、さらには「近視眼的パックマン」（作：伊藤ガビン）といった独自作品がプレイアブル展示された。
2012年には本作がMOMAの常設展示コレクションに加わった、2013年の展示では本作を含めた14点のビデオゲームが動態展示された。
他方、バンダイナムコエンターテインメントは、パックマンのIPを活用したライセンス事業を展開しており、様々な企業とコラボレーションをしている。同社は「レトロ」「クール」「ファミリー」の3つの分野からマーケティングを展開している。うち「レトロ」は、オリジナル版のファンを中心にこれまでのパックマンを踏襲したものであり、復刻ゲーム機「Arcade 1 Up」特別バージョンなどが該当する。一方、「クール」はオリジナル版を知らない10代後半から30代を主要ターゲット層としており、キャラクターの魅力をアピールするため、もともとのデザインを多少改編することは認められている。。そして、「ファミリー」は家族向けの戦略である。
この戦略に活用するため、2020年にはパックマン40周年を記念したスタイルガイド（絵素材集）が作成され、関連各社に配布された。

## 評価
アーケード版
1991年にそれまでに稼働したアーケードゲーム全てを対象に行われたゲーメスト読者の人気投票によるゲーメストムック『ザ・ベストゲーム』では48位を獲得した。
1998年にそれまで発売されていたアーケードゲームすべてを対象に行われたゲーメスト読者の人気投票によるゲーメストムック『ザ・ベストゲーム2』では、「固定された迷路の中にあるエサを食い尽くすことで、その面はクリアとなるこのゲームは、今では永遠の名作と断言できる」、「なかでも印象に残っているのが、海を越えたアメリカで『パックマン結婚式』なるものが行われたという事実である。どういう内容かというと、新郎と新婦が一本のレバーを一緒に握って、自機であるパックマンを動かすというものだ。さすがはアメリカ。やることが違う」、「（アメリカでは）自機がとても可愛らしいということで、大人気だったという」と紹介されている。
2005年、発売開始年となる1980年から7年間で総販売枚数293,822枚を記録した業績を称えられ、「最も成功した業務用ゲーム機」としてギネス世界記録から認定を受けた。
ゲームボーイ版
ゲーム誌『ファミコン通信』の「クロスレビュー」では、合計20点となっている。
ゲーム誌『ファミリーコンピュータMagazine』の読者投票による「ゲーム通信簿」での評価は以下の通りとなっており、18.37点（満30点）となっている。
| 項目 | キャラクタ | 音楽 | 操作性 | 熱中度 | お買得度 | オリジナリティ | 総合  |
| 得点 | 3.28       | 2.90 | 3.22   | 3.10   | 3.00     | 2.87           | 18.37 |
ゲームギア版
ゲーム誌『ファミコン通信』の「クロスレビュー」では、合計22点となっている。
開発者
岩谷自身による評価は、何が面白いのかはよくわからず、次のステージで飽きてしまい、そんなに面白いゲームとは思っていないという。
オールタイム100ビデオゲーム（All-TIME 100 Video Games）
米タイム誌が2012年11月15日に発表した歴史上最も偉大なビデオゲーム100本に選ばれる。これは、世界で最も影響力のある人物100人を選ぶ「タイム100」と似たシリーズの一環として発表された。

## シリーズ作品

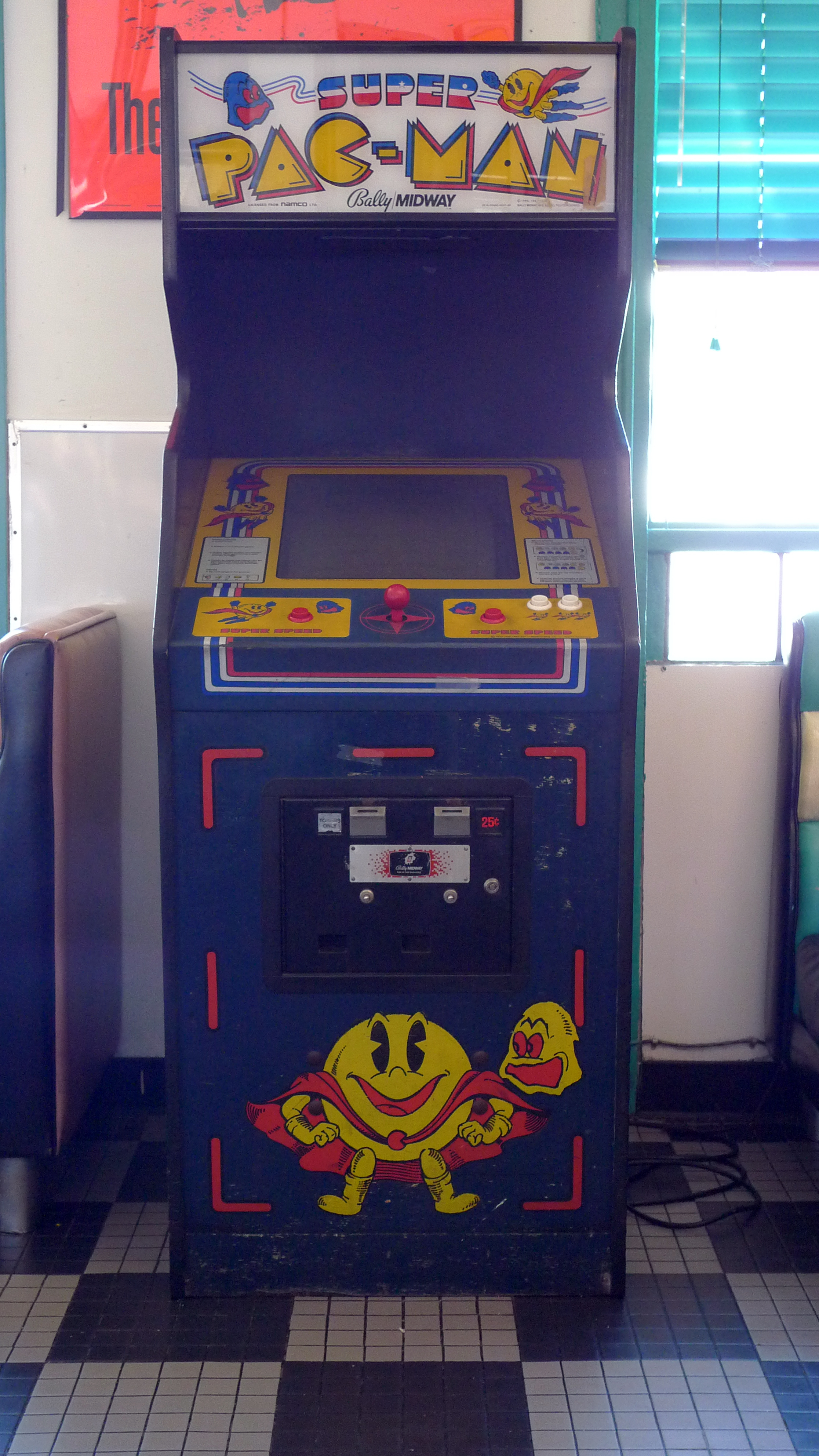
スーパーパックマン

本作から少し後、ゼネラルコンピュータによるクローン作品『ミズ・パックマン』がミッドウェイの許諾を得たうえで正規の商品となった。一方、日本では岩谷の監修の元、『スーパーパックマン』や『パック&パル』といった作品が世に送り出された。
その後、様々なパックマン作品が生み出されてきており、"Mr. & Mrs. Pac-Man"（ピンボール）や『パックランド』（横スクロールアクションゲーム）のように、ドットイート以外のジャンルの作品もあった。

## 版権許諾作品

### 電子ゲーム

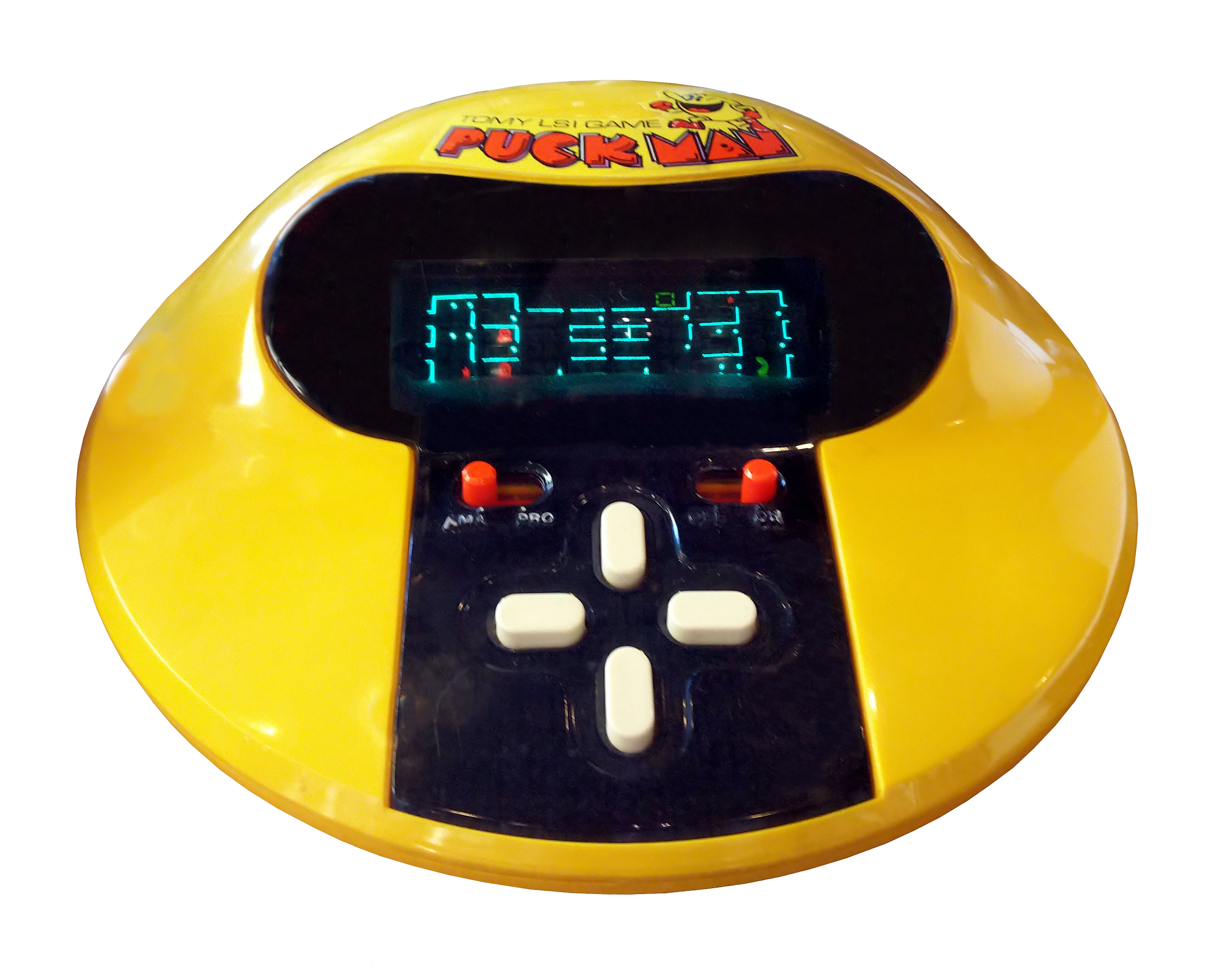
トミー パックマン。ラベル表記は「PUCKMAN」

パックマン（トミー）

国内唯一の版権許諾製品。音楽や、パックマンやモンスターの絵がビデオゲームと同じ。パックマンは口がある方向が左で、その方向にしかエサを食べることができない。迷路の右端にあるエサは左端からワープトンネルを利用して食べることになる。ワープトンネルはオリジナルより多く上段と下段の2対配置されている。絵はきれいだが画面が小さく横長、ゲーム展開が遅い。他社製品より原作からかけ離れた部分が多い。パックマンとモンスターが共に塗り絵で重ねて表示出来ないため、パックマンの右隣にモンスターが接触するとミスとなる。筐体はパックマンを模した黄色い目玉焼きのような形の円形で、本体デザインの評価は高いという意見があり、また当時70万台を売り上げた。動きが手ごわいことから中級者向けという意見もある。ラベルが「PUCKMAN」と「PAC-MAN」の2バージョンが存在する。
スーパーパックモンスター（学研）
迷路が広くなり、二人同時プレイも可能。ナムコのライセンスを取得しており、形状・ゲーム内容ともに日本国外におけるコレコ版のFLパックマンを踏襲したもの。
FL パックマン（コレコ）
1981年発売。アーケードゲームの筐体をそのまま小型化したLSIゲーム。2人同時プレイできることと、アメリカンテイストで描かれた筐体のイラストが特徴である。これは当時、海外でナムコからライセンスを得ていたミッドウェイ社からの許諾を受け、販売されたものである。日本国内では未発売。筐体イラスト等は異なるものの、上記の通り学研のスーパーパックモンスターとは同型機。
ハングリーパック（エンテックス・コーポレーション）
横長の筐体で一見すると横長画面だが、モンスター側との2人対戦プレイも可能なように左右からコントローラに向かう形であるため、実質的にはビデオゲームと同じ縦長の画面になる。他機と比べ迷路が本格的で、エサの数もパワーエサ4個を含め計93個と多い。そのエサの多さから中級者向けと評する意見もある。アメリカではミッドウェイの許諾を得て正式にパックマン2として販売されている。

## コピー・亜流作品

### 業務用
この中には純粋なコピーゲームではなく、正規の基板を改造したものも含まれている。
パックマン2
迷路の形が異なる。国内のコピーゲームの半数近くは、迷路の形を変えたものである。
ザ・ハングリーマン（製造：イグレック　販売：カワクス）
オリジナルの「パックマン」の基板にサブボードを取り付けた改造作品。
ナムコがクレームを申し立てたことにより、イグレック、カワクス両社と協議和解。
迷路の形が異なると共に、外周以外の壁が消えるフィーチャーが存在する。これはパワーエサを食べた時だけ消える、最初から消えている、目に見えないだけで壁はある、本当に壁がないと、面が進むにつれ様々なモードが存在する。
スキャンダルマン（カミヤ）
デモ画面ではゲーム名が『NEW PAC1』と書かれている。名前の通り、前作となる『PAC1』がリリースされているが、そちらは多くのコピー作品と同様、ドットの得点が20点だったり迷路が若干手直しされた程度に留まっている。
ドットがハート形。
パワーエサを食べるとイジケでなくハダケ（オリジナル版のコーヒーブレークデモで出てくる、体のほとんどが目玉と片足だけのキャラクターのこと）。
四匹目のハダケが1600点でなく8000点。
コーヒーブレークデモの時にフルーツがランダムに出てくるので、インストラクションカードと併せて占いが出来る。
ポパイマン（GL）
基本的にはスキャンダルマンとほぼ同じ内容だが、自機がポパイの顔になっている。
コーヒーブレイクデモも巨大なポパイの顔に差し変わっている。
ピラニア
キャラクターが全て海産物になっており（自分のキャラクターがピラニアである）、迷路も壁が無く海の中を想定した作りになっている。しかし各フィーチャーで鳴る音楽がメチャクチャな音階だったり、コーヒーブレークデモが何も出ない真っ暗な画面である等、コピーゲーム以前にゲームとしての出来が大変粗雑。
タイタン
ピラニア同様に壁をほとんど撤去してしまったコピーゲーム。モチーフは宇宙人。
ストリーキング（ショウエイ）
自分のキャラクターが裸の女性となっていて（ただし当時のグラフィックなので、充分記号的である）警官の追跡を避けながらドットを取って行き、途中に落ちている服を取るとさらに得点が加算される。内容は単なるキャラクター替えでなくある程度アレンジされているが、ROMの中にはパックマンのデータをそのまま使っている部分が多い。
パックマン（ギャラクシアン基板使用）
ギャラクシアン以降に出たナムコのゲーム自体もギャラクシアン基板を使用しているが、アーケードゲーム基板というシステムが完全には確立されていなかったため、ハード的に多少改良が必要だった。このコピーゲームはそうした正規の改造を行わず、独自に安価かつ強引な基板改造をしたもので、ゲーム自体はオリジナルと同じだが、色やサウンドがギャラクシアンに準じて異なる。
Ghost Muncher
駄菓子屋によく置かれていた海外版。
他にも、イモムシをプレイヤーにしたもの（モンスター達は蜘蛛。ブロックは赤いので多少グロテスクな部分である。）や、金を取りながら進む人など、色々な種類がある。

### 電子ゲーム
まだ家庭用テレビゲームが一般的でなかったころ、パックマンと類似した電子ゲームが多数出ていた。いずれも「自機は丸い生物」「ドットイート」「複数の敵キャラクター」「パワーエサでの逆転要素」「ワープできる場所」というルールはほぼ共通している。
パックリモンスター（バンダイ・FLシリーズ）
横長画面で、コーヒーブレイクを再現。このゲームでは自機の名が「モンスター」であり、敵キャラは「オバケ」と呼称される。全7面のループ制で、6,7面の「オバケ」の移動速度は「モンスター」よりも極端に速い。2周目以降については、1面のオバケの配置が1周目と異っており、2面の「オバケ」は巣から出てこない。音が軽快で楽しいとして初級者向けと評する意見もある。
1982年5月24日にナムコから著作権侵害で訴えられた。
パックモンスター（学研）
ビデオゲームと同じ縦長の画面。迷路が8種類（上半分、下半分、ワープゾーンそれぞれ2種類ずつ）用意されている。自機（レバー）を毎回同じように動かせば、モンスターも毎回同じ動きをするのでパターン構築 が可能。迷路の規模が小さい割にパワーエサは4個ある。動きがコミカルで初級者向けと評する意見もある。
ハングリーパックIII（アサヒ玩具・HANZAWA）
ハングリーパックとは筐体形状やメーカーが異なる。ただし製造を担当したHANZAWAはエンテックス日本法人を前身とする。縦型のFLシリーズのような筐体。国内では発売予告は確認できるものの、流通状況は不明。やはり海外では別名で売られているが、HANZAWA版はACTRONICS社から同名のものも出ていた。
パクパクマン・パクパクマンII（エポック社・ポケットデジコム）
パックマンタイプのゲームでは数少ないゲーム&ウオッチ形液晶タイプのゲーム機。構造上迷路があまり広くできていない。面が進むとどんどんゲーム速度が上がっていき、後半面は極端に高速になる。迷路は縦長で左右非対称、道同士が擬似立体交差していたりするのが特徴。ワープトンネルは上下に繋がっており、時間で位置が変化する。開発者によれば当時300万台近い販売セールスを記録した、との事である。動きの速さから名人向けと評する意見もある。続編の「II」は内容は同じで、ボディカラーと価格のみ変更になった廉価版。

### 家庭用
パクパクモンスター（エポック社・カセットビジョン）
当時は電子ゲームやアーケードゲームでパックマンの亜流ゲーム類が多く見られたが、家庭用ゲームソフトとしては本作が知られる。プレイヤーキャラは「パクパクマン」だが、同名の電子ゲームとは趣向が異なる。マシンのスペックが低いため迷路が単純なものになっており、同じエサを連続せずに繰り返し食べなければならないなど、独特のアレンジが施されている。

## 関連作品

### コラボレーション
- プリッツ ゲームランド（プリッツ版パックマン）- 2018年に配信されたコラボキャンペーンWeb&アプリゲーム[97]。
- ONE PIECE PAC-MAN STAMPEDE Ver.
  - 2019年映画『ONE PIECE STAMPEDE』入場者特典限定、ブラウザゲーム[98]。
- パックマンたまごっち（PAC-MAN Tamagotchi）- 2020年3月に海外向けのみ発売[99]。

#### Google版
2010年5月22日0時、パックマンの誕生30周年を記念して、インターネット検索サイト「Google」のトップページ・ロゴがパックマン仕様に変更された。このロゴは単なる画像ではなく、Googleのロゴをモチーフにしたステージとなっており、実際に遊ぶことも可能となっている。トップページの「I'm Feeling Lucky」はコイン投入を表す「Insert Coin」に変わっている。ロゴに合わせて迷路も左右に広がった形をしており、そのぶん5個目のパワーエサが配置されている。また、コイン複数導入状態とすることで、Msパックマンが登場し、2人同時プレイを可能としている凝った造りの物。ただし残機は2人で共有であり、一方がミスしてしまうと1人プレイと同様、パックマンとモンスターの配置がリセットされ再スタートとなる。このような試みはGoogleのロゴとしては初ということで、大きな話題となった。Googleのトップページで音声が使われたのも、このパックマンプロジェクトが世界初である。公開は48時間の期間限定の予定だったが、反響が大きかったため、トップページから撤去後は専用のページ（#外部リンク参照）でプレイが可能となった。米調査会社レスキュータイムによると、グーグル利用者がゲームに興じていた時間と想定される時間から計算した結果、482万人時、約1億2千万ドル（約108億円）程度の生産性が世界で失われた可能性があることが明らかになった。
2015年のエイプリルフールでは、Google マップの地図上にパックマンが現れ、実際にプレイできるという企画が公開された。2017年のエイプリルフールでは、Google マップの地図上でミズ パックマンをプレイできる企画が公開された。

### 業務用
- Mr. and Mrs. Pac-Man（1982年に米国で稼働開始したピンボールゲーム）
- パックマンのことばdeパズル（プラスe用）[103]
- PAC-MAN SMASH MINI（エアホッケー）
  - WORLD'S LARGEST PAC-MAN同様にジャパンアミューズメントエキスポに出展されているが、日本での発売予定はない[104]。
- アスレチックVR PAC-MAN CHALLENGE（VRアクティビティ）
- PAC-MAN GO-ROUND（VRアクティビティ）

### パチンコ・パチスロ
- CRフィーバーパックワールドSP（2001年、SANKYO）[105]
- SLOTパックマン（ユニバーサルエンターテインメント（MACYブランド）・ファミスロ第1弾）

### アニメ
ザ・パックマン・ショー（Pac-Man (TV series)）
1982年9月からアメリカで放送されたハンナ・バーベラ・プロダクション制作のアニメ。ゴールデンタイムに放映され、最高視聴率56%を達成 するという大人気番組となった。日本未放映作品。
パックワールド
パックマン30周年プロジェクトの一環として制作が開始されたCGアニメ。北米では2013年6月より放送、日本では2014年4月より放送。